# Christian Friedrich von Blanckensee
Christian Friedrich von Blanckensee (* 6. September 1716 in Reichenbach; † 27. Mai 1757 bei Prag) war ein preußischer Generalmajor, Chef des Dragonerregiments Nr. 2 und Ritter des Ordens Pour le Mérite.

## Leben

### Herkunft
Seine Eltern waren der preußische Generalmajor Wolf Christoph von Blanckensee und Anna von Witten.

### Militärkarriere
Blanckensee war zunächst seit Mitte August 1731 Kadett in Berlin und wurde am 30. Mai 1735 als Gefreiterkorporal im Infanterieregiment „Graf Dönhoff“ der Preußischen Armee angestellt. Ende des Jahres stieg er zum Fähnrich auf und wurde im Mai 1739 Leutnant.
Er wurde 1741 Kapitän und während des Ersten Schlesischen Krieges kam er als Flügeladjutant zu Friedrich II. Blanckensee nahm an den Schlachten bei Mollwitz und Chotusitz sowie den Belagerungen von Brieg und Neisse teil. Während des Feldzuges 1744/45 war er bei der Belagerung von Prag, kämpfte bei Hohenfriedberg und Soor. Da der König sein Talent erkannt hatte, beförderte er ihn im Februar 1745 direkt zum Oberstleutnant und ernannte ihn kurz darauf zum Kommandeur des Kürassierregiments „Gessler“. Im Mai 1747 wurde er Oberst, im September 1754 wurde er zum Generalmajor ernannt und erhielt das Dragonerregiment „Mahlen“. Er starb während des Siebenjährigen Krieges an einer Verletzung am Fuß, die er sich in der Schlacht bei Prag zugezogen hatte.

### Familie
Er war zweimal verheiratet. Seine erste Frau war Marie Juliane von Flemming (* 3. November 1724; † 28. Juni 1773) aus dem Haus Böck. Das Paar hatte einen Sohn:
- Alexander Sigismund Friedrich Richard Georg (* 15. Januar 1747; † 17. April 1817) Herr auf Filehne (preußischer Graf ab dem 5. Juli 1798) ⚭ Dorothea Auguste von Hagen (* 16. Januar 1751; † 10. Januar 1819)

Nach der Scheidung von seiner ersten Frau heiratete er Frederike Luise von Boden (* 12. August 1724; † 14. Januar 1805) die Tochter des Ministers August Friedrich von Boden. Das Paar hatte zwei Söhne. Einer starb jung, der zweite ertrank beim Baden.